# Walkin' in the Rain with the One I Love
«Walkin' in the Rain with the One I Love» es una canción del trío de soul, Love Unlimited, un grupo de estudio creado por el músico y productor Barry White. La canción fue publicada como el sencillo el 14 de febrero de 1972 en los Estados Unidos y el 12 de mayo de 1972 en el Reino Unido.
La canción es notable por la aparición de Barry White como la voz en la llamada telefónica. El sonido exuberante y la atmósfera romántica llevaron a que se convirtiera en el primer éxito comercial del grupo, alcanzando el puesto #14 en los Estados Unidos y el Reino Unido, así como también alcanzó la posición #6 en el Billboard Hot R&B/Hip-Hop Songs.
El sencillo vendió un millón de copias, recibiendo así un disco de oro por sus ventas.

## Posicionamiento

### Gráfica semanal
| Gráficas (1972)                                  | Pico de posición |
| ------------------------------------------------ | ---------------- |
| Canadá (RPM Top Singles)                         | 40               |
| Países Bajos (Nederlandse Top 40)                | 15               |
| Países Bajos (Single Top 100)                    | 12               |
| Reino Unido (UK Singles Chart)                   | 14               |
| Estados Unidos (Billboard Hot 100)               | 14               |
| Estados Unidos (Billboard Hot R&B/Hip-Hop Songs) | 6                |
| Estados Unidos (Cashbox Top 100)                 | 7                |

### Gráfica de fin de año
| Gráficas (1972)                    | Pico de posición |
| ---------------------------------- | ---------------- |
| Estados Unidos (Billboard Hot 100) | 98               |
| Estados Unidos (Cashbox Top 100)   | 74               |

## Certificaciones y ventas
| País                  | Certificación | Ventas  |
| --------------------- | ------------- | ------- |
| Estados Unidos (RIAA) | Oro           | 500,000 |